# Missa brevis no 9 de Mozart
Pour les articles homonymes, voir Missa Brevis.
La Missa brevis no 9 en si bémol majeur, K. 275/272b, est une messe de Wolfgang Amadeus Mozart. Elle a été achevée à Salzbourg avant le 23 septembre 1777.
L'œuvre a probablement été créée le 21 décembre 1777. Le manuscrit original est perdu.

## Structure
L'œuvre comporte six mouvements, qui suivent l'ordre traditionnel de la messe:
1. Kyrie (Allegro, en si bémol majeur, à , 38 mesures
2. Gloria, Allegro, en si bémol majeur, à 
, 112 mesures
3. Credo, Allegro, en si bémol majeur, à , 90 mesures
—Et incarnatus est..., Adagio (mesure 28)
—Et resurrexit..., Allegro (mesure 41)
4. Sanctus, Allegro comodo, en si bémol majeur, à 
, 39 mesures
—Hosanna in excelsis..., Piu allegro (mesure 25)
5. Benedictus, Comodo, en mi bémol majeur,à 
, 69 mesures
—Hosanna in excelsis..., Allegro (mesure 54), en si bémol majeur
6. Agnus Dei, Andante, en sol mineur, à , 175 mesures
—Dona nobis pacem..., Allegro (mesure 26), en si bémol majeur, à

## Instrumentation
La messe est écrite pour quatre voix solistes (soprano, alto, ténor et basse), chœur SATB, trois trombones, cordes et orgue. Ce dernier instrument interprète la basse continue durant la majeure partie de l'œuvre.